# ديفيد غاريك
ديفيد غاريك (بالإنجليزية: David Garrick)‏ هو مغني بريطاني، ولد في 12 سبتمبر 1945 في ليفربول في المملكة المتحدة، وتوفي في 23 أغسطس 2013 في Wirral Peninsula ‏ في المملكة المتحدة بسبب مرض.

## وصلات خارجية
- ديفيد غاريك على موقع IMDb (الإنجليزية)
- ديفيد غاريك على موقع ميوزك برينز (الإنجليزية)
- ديفيد غاريك على موقع أول ميوزيك (الإنجليزية)
- ديفيد غاريك على موقع ديسكوغز (الإنجليزية)